# Plisthène (Euripide)
Pour les articles homonymes, voir Plisthène.
Plisthène (en grec ancien Πλεισθένης / Pleisthénês) est une tragédie grecque d'Euripide, aujourd’hui perdue.

## Fragments
Il n'en reste qu'un vers cité par Athénée :

« Le bruyant cottabe de Vénus fait retentir dans les maisons des airs harmonieux. »

Et quelques autres cités par Jean de Stobée :

« Que ton pouvoir ne soit pas dépendant du peuple !

Ne le méprise pas au point de lui donner

De l'or à seule fin de te rallier.

Sois généreux envers celui qu'on apprécie :

Évite cependant de l'élever trop haut

Car il pourrait un jour devenir un tyran.

Enfin, prends garde au malhonnête habile

Car sa gloire, vois-tu, menacerait la ville. »

et plus loin :

« Aux hommes la richesse est cause de malheurs. »